# لورنزو پورزیو
لورنزو پورزیو (انگلیسی: Lorenzo Porzio؛ زادهٔ ۲۴ اوت ۱۹۸۱) قایقران روئینگ، و نوازنده پیانو اهل ایتالیا است.